# Автономна Македония (1920 – 1923)
Вижте пояснителната страница за други значения на Автономна Македония.
„Автономна Македония“ с подзаглавие Орган на македонската емиграция в България е български седмичен вестник, редактиран от Иван Снегаров и Владислав Ковачев, излизал от 1 декември 1920 до 5 декември 1921 година (52 броя) и от 15 декември 1921 година до 26 януари 1923 година (общо 97 броя) в София, България.
От брой 53 от 15 декември 1921 година подзаглавието е сменено на Орган на македонската федеративна емиграция в България. Първият брой е печатан в печатницата на вестник „Право“ в 2500 екземпляра, а по-късно вестникът се печата в печатниците „Художник“, „Гутенберг“ и „Политика“.
Вестникът е орган на Македонската федеративна организация и полемизира с органа на ВМРО „Македония“ на Георги Баждаров. Редица от уводните статии на вестника са дело на Христо Татарчев.
В 1923 година при обединението на емиграцията двата вестника се сливат и започват да излизат под името „Независима Македония“. Излизат общо 97 броя.